# Chicala-Choloanga
Chicala-Choloanga é uma cidade e município da província do Huambo, em Angola.
Tem 4 380 km² e cerca de 72 mil habitantes. É limitado a norte pelo município do Bailundo, a leste pelo município de Cachiungo, a sul pelos município de Cuvango e Chipindo, e a oeste pelo município do Huambo.
O município é constituído pela comuna-sede, correspondente à cidade de Chicala-Choloanga, e pelas comunas de Mbave, Sambo e Samboto (ou Hungulo).
É neste município que estão as "Boas Águas", uma vila e um imenso nascedouro, donde brotam o rio Cunene, o rio Cuvo-Queve e o rio Cubango, bem como diversos outros rios menores, fontes de água doce vitais para toda Angola.